# Фещук, Павел Филиппович
Павел Филиппович Фещук (27 июля 1910, Соломия, Подольская губерния — 4 ноября 1971, Гайворон, Кировоградская область) — украинский советский деятель, 1-й секретарь Гайворонского райкома КПУ Кировоградской области. Герой Социалистического Труда (26.02.1958). Депутат Верховного Совета УССР 4-5-го созывов.

## Биография
Родился в семье крестьянина-середняка. В 1929—1930 годах — студент вечернего рабочего факультета. В 1930—1933 годах — студент Уманского государственного педагогического института.
В 1933—1938 годах — учитель неполной средней школы в селе Маньковцы Барского района Винницкой области: заведующий учебной части средней школы в селе Митки Барского района; инспектор школ Барского района Винницкой области. В 1938 году работал заместителем заведующего школьного сектора Винницкого областного отдела народного образования.
С декабря 1938 года — в Красной армии. Член ВКП(б) с 1940 года.
Участник Великой Отечественной войны. В 1941—1942 годах служил командиром батареи 131-го артиллерийского полка 455-го (928) артиллерийского корпуса Западного фронта. Был дважды ранен. Затем служил командиром батареи в 6-м запасном артиллерийском полку Карельского фронта. Участник советско-японской войны. В 1945 году служил адъютантом старшего 3-го дивизиона 6-го запасного артиллерийского полка 1-го Дальневосточного фронта.
После демобилизации работал директором средней школы в селе Бандурове Гайворонского района. До 1948 года — заведующий Гайворонского районного отдела народного образования Одесской области.
В 1948—1950 годах — 2-й секретарь Гайворонского районного комитета КП(б)У Одесской области. В 1950—1962 годах — 1-й секретарь Гайворонского районного комитета КП(б)У Одесской (затем — Кировоградской) области. С 1962 года — секретарь Гайворонского промышленно-производственного партийного комитета КПУ Кировоградской области.
До 1971 года — директор Гайворонского маслосырзавода Кировоградской области.

## Звание
- капитан

## Награды
- Герой Социалистического Труда (26.02.1958)
- орден Ленина (26.02.1958)
- два ордена Трудового Красного Знамени
- орден Отечественной войны 2-й степени (29.09.1945)
- медаль «За отвагу» (6.11.1942)
- медаль «За оборону советского Заполярья»